# Henry Frederick Baker
Henry Frederick Baker   (Cambridge, 3 de juliol de 1866 - Cambridge, 17 de març de 1956) va ser un matemàtic anglès, catedràtic de la universitat de Cambridge.

## Vida i obra
Baker va fer els seus estudis infantils i secundaris a la Moulton Grammar School de Spalding (Lincolnshire) i a la Perse School de Cambridge. El 1884 va obtenir una beca per estudiar al St. John's College de la universitat de Cambridge, en la qual es va graduar el 1888 essent el primer en els exàmens de matemàtiques i premi Smith l'any següent. Aquest mateix any de 1889 va ser escollit fellow del St. John's College, càrrec que va mantenir ininterrompudament durant 68 anys.
Tota la seva vida va estar vinculat a la universitat de Cambridge com a professor i a partir de 1914 com catedràtic (Lowndean Professor), fins a la seva jubilació el 1936. Baker va rebre nombrosos honors al llarg de la seva vida, arribant a ser president de la London Mathematical Society els anys 1910 i 1911.
L'obra matemàtica de Baker té dues vessants: en una primera etapa va treballar en l'anàlisi matemàtica i en una segona els seus treballs van versar sobre geometria. Entremig, més o menys, de les dues etapes (1904-1912), va editar les Obres Escollides de James Joseph Sylvester, una colossal obra en quatre volums i més de 2800 pàgines. De la primera etapa destaca el seu llibre sobre les funcions abelianes Abel's Theorem and the Allied Theory of Theta Functions (1897), fruit de les seves visites a la universitat de Göttingen i la influència de Felix Klein. També d'aquesta etapa és un dels seus resultats més recordats, la demostració el 1905 d'un teorema proposat per Campbell el 1898, sobre la composició dels exponencials i que és un dels resultats mes versàtils de la primera teoria de grups. De la seva segona etapa, cal destacar el seu llibre en quatre volums de Principis de la Geometria (1922-1925). Dos volums posteriors sobre el mateix tema (1933) son bastant diferents dels quatre primers, ja que va ser fortament influenciat per la teoria biracional dels geòmetres italians. Baker va publicar, a més, un centenar d'articles científics.